# Swertia fimbriata
Swertia fimbriata är en gentianaväxtart som först beskrevs av Ferdinand von Hochstetter, och fick sitt nu gällande namn av Georg Cufodontis. Swertia fimbriata ingår i släktet Swertia och familjen gentianaväxter. Inga underarter finns listade i Catalogue of Life.